# Darwinia vestita
Darwinia vestita är en myrtenväxtart som först beskrevs av Stephan Ladislaus Endlicher, och fick sitt nu gällande namn av George Bentham. Darwinia vestita ingår i släktet Darwinia och familjen myrtenväxter. Inga underarter finns listade i Catalogue of Life.